# Tim Dierßen
Tim Dierßen (* 15. Januar 1996 in Stadthagen) ist ein deutscher Fußballspieler auf der Position eines offensiven Mittelfeldspielers. Er steht beim TSV Havelse unter Vertrag.

## Karriere
Der Sohn des langjährigen Erstligaspielers Bernd Dierßen spielt seit 2007 bei Hannover 96 und durchlief dort sämtliche Nachwuchsmannschaften bis zur U23, in deren Kader er Mitte 2013 aufgenommen wurde. Ebenfalls 2013 wurde er in den Bundesligakader gemeinsam mit seinem Mitspieler Valmir Sulejmani aufgenommen, obwohl beide auch noch für die U-19-Mannschaft spielberechtigt waren. Sein Profidebüt absolvierte Dierßen am 25. April 2014, dem 32. Spieltag der Saison 2013/14, als er in der Heimbegegnung gegen den VfB Stuttgart (0:0) in der 92. Minute für Szabolcs Huszti eingewechselt wurde.
Am 14. September 2016 wurde Dierßen gemeinsam mit Sulejmani und Marius Wolf vom damaligen Trainer Daniel Stendel in die zweite Mannschaft versetzt. Im Laufe der Saison 2018/19 wurde Dierßen vom Trainer André Breitenreiter wieder in den Profikader aufgenommen. Am 26. Januar 2019 kam Dierßen bei einer 1:5-Niederlage bei Borussia Dortmund, dem letzten Spiel von Trainer Breitenreiter, zu seinem ersten Pflichtspieleinsatz in der ersten Mannschaft seit Mai 2015. Nach der Saison verließ er den Verein mit seinem Vertragsende.
Nach einem halben Jahr Vereinslosigkeit erhielt der Mittelfeldspieler im Januar 2020 beim Regionalligisten Kickers Offenbach einen Eineinhalbjahresvertrag. Im Januar 2022 schloss er sich dem Ligakonkurrenten KSV Hessen Kassel an. Am Ende der Saison wurde sein Vertrag nicht verlängert, Dierßen hatte inzwischen drei Kreuzbandrisse erlitten (bei Hannover 96, bei Kickers Offenbach und bei Hessen Kassel). Beim Regionalligisten Havelse machte er einen Neuanfang.

## Titel
- Meister der Regionalliga Nord: 2025 (TSV Havelse)